# Liste der Kulturdenkmale in Tonna

Die Liste der Kulturdenkmale in Tonna enthält die Kulturdenkmale, die am 29. Juni 2023 in den Denkmallisten von Tonna für OT Gräfentonna und OT Burgtonna verzeichnet waren.

## Legende
- Bild: zeigt ein Bild des Kulturdenkmals und gegebenenfalls einen Link zu weiteren Fotos des Kulturdenkmals im Medienarchiv Wikimedia Commons
- Bezeichnung: Name, Bezeichnung oder die Art des Kulturdenkmals
- Lage: Wenn vorhanden Straßenname und Hausnummer des Kulturdenkmals; Grundsortierung der Liste erfolgt nach dieser Adresse. Der Link Karte führt zu verschiedenen Kartendarstellungen und nennt die Koordinaten des Kulturdenkmals.
 Kartenansicht, um Koordinaten zu setzen – in dieser Kartenansicht sind Kulturdenkmale ohne Koordinaten mit einem roten bzw. orangen Marker dargestellt und können in der Karte gesetzt werden. Kulturdenkmale ohne Bild sind mit einem blauen bzw. roten Marker gekennzeichnet, Kulturdenkmale mit Bild mit einem grünen bzw. orangen Marker.
- Datierung: gibt das Jahr der Fertigstellung beziehungsweise das Datum der Erstnennung oder den Zeitraum der Errichtung an
- Beschreibung: bauliche und geschichtliche Einzelheiten des Kulturdenkmals, vorzugsweise die Denkmaleigenschaften
- ID: Die ID identifiziert das Kulturdenkmal eindeutig. In Thüringen sind aktuell keine IDs veröffentlicht. In der ID-Spalte kann sich auch folgendes Icon  befinden, dies führt zu Angaben zu diesem Kulturdenkmal bei Wikidata.

## Einzeldenkmale

### Burgtonna
| Bild                           | Bezeichnung                                                          | Lage                    | Datierung | Beschreibung | ID |
| ------------------------------ | -------------------------------------------------------------------- | ----------------------- | --------- | --- | -- |
| BW                             | Hofanlage                                                            | Angerpforte 135 (Karte) |           | Hofanlage |    |
| weitere Bilder Fotos hochladen | Rittergut Burgtonna                                                  | Am Wasser 137 (Karte)   | 1500/1600 | Herrenhaus und Gartenhaus des ehemaligen Ritterguts Burgtonna |    |
| BW                             | Brunnenhaus mit Waidstein                                            | Hauptstraße 36 (Karte)  |           | Brunnenhaus mit Waidstein |    |
| BW                             | Wohnhaus                                                             | Hauptstraße 79 (Karte)  |           | Zweigeschossiges Wohnhaus |    |
| BW                             | Wohnhaus mit Pforte und Torbogen                                     | Hauptstraße 91 (Karte)  | 1520 ff   | Ehem. Rittergut der Familie Backhaus, Rundbogige Durchfahrt von 1615 mit diamantiertem Bogen, Löwenköpfen und Mascaron, zugesetztes Sitznischenportal mit Kämpferkonsolbüsten und Überstabung, um 1520                                                                        |    |
| weitere Bilder Fotos hochladen | Ruine der evangelische Kirche St. Cäcilia, Kirchmauer und Grabsteine | Neustadt 109 (Karte)    | 1470      | Ruine der mittelalterlichen Kirche, deren Turm 1973 einstürzte und das Kirchenschiff zerstörte. 1988 beräumt, 1990 Neubau der Christuskirche daneben. Flügelaltar um 1448, Altarschrein 16. Jh, Bildnisgrabstein 1752, Hochwassersäule 1558 und Glocke von Eckart Kuchen 1575 |    |

### Gräfentonna
| Bild                                    | Bezeichnung                                 | Lage                          | Datierung      | Beschreibung | ID |
| --------------------------------------- | ------------------------------------------- | ----------------------------- | -------------- | --- | -- |
| BW                                      | Wohnhaus                                    | Alter Plan 4 (Karte)          |                | Wohnhaus |    |
| weitere Bilder Fotos hochladen          | Schloss Tonna (Kettenburg)                  | Brauhof 1, 2 (Karte)          | ab 12. Jh.     | Ehemalige Wasserburg der Grafen von Gleichen und Tonna, ab 17. Jh. Amtshaus der Herzöge von Sachsen-Gotha-Altenburg, ab 1859 als Strafvollzugsanstalt umgebaut, heute ungenutzt |    |
| BW                                      | Hofanlage                                   | Burggrabenstraße 4/4a (Karte) |                | Hofanlage |    |
| BW                                      | Grundschule                                 | Fahnerscher Weg (Karte)       |                | Grundschule |    |
| weitere Bilder Fotos hochladen          | Evangelische Pfarrkirche St. Peter und Paul | Kirchstraße 3 (Karte)         | 1475/1691/1833 | Chorturmkirche mit Maßwerkfenstern, 1691 Kirchenschiff als Emporensaal erneuert, innen mehrgeschossiger Hochaltar von 1664 mit 14 spätgotischen Reliefs von 1512, Kanzel von 1646, im Turm Gruft der Grafen von Gleichen mit Bildnisgrabsteinen und zwei Zinnsarkophagen                                        |    |
| Fotos hochladen                         | Gottesackerkirche                           | Südstraße (Karte)             | 1771           | kleine barocke Kirche am Rande des Friedhofs mit Mansarddach und Krüppelwalmen, Fachwerkgiebel, Wetterfahne vom alten Marktturm mit Jahreszahl 1588, Grabsteine des 17.- 19. Jh. |    |
| weitere Bilder Fotos hochladen          | Neues Schloss (Prinzenhaus)                 | Markt 7 (Karte)               | 1677           | 1677 bis 1684 als Prinzenhaus von Herzog Friedrich I. von Sachsen-Gotha-Altenburg erbaut, 1736 um ein Geschoss erhöht. Nach 1945 von ursprünglich 30 Fensterachsen auf 10 Achsen verkürzt, Treppenturm im Norden, Ädikulaportal mit Sprenggiebel und sächsischem Wappen, heute Sitz der Verwaltungsgemeinschaft |    |
| BW                                      | Wohnhaus                                    | Kirchstraße 1 (Karte)         | 1719           | Viereckhof |    |
| BW                                      | Haus Gutbier                                | Kirchstraße 2 (Karte)         | 1701           | |    |
| Direkt Bild zu diesem Denkmal hochladen | Bernscher Hof (erstes Amtshaus)             | Marktstraße 50                |                | |    |
| Direkt Bild zu diesem Denkmal hochladen | Viereckhof                                  | Langensalzaer Straße 13       |                | |    |
| Direkt Bild zu diesem Denkmal hochladen | Ostückenbergsches Gut                       | Langensalzaer Straße 13       | 1576           | ehemaliger Klosterhof |    |
| BW                                      | Marktbrunnen                                | (Karte)                       | 1569           | Rundes Steinbecken, Brunnenpfeiler mit Köpfen und ionischem Kapitell, Aufsatz neu |    |